# Euniphysa italica
Euniphysa italica är en ringmaskart som beskrevs av Cantone och Gravina 1992. Euniphysa italica ingår i släktet Euniphysa och familjen Eunicidae. Inga underarter finns listade i Catalogue of Life.